# Землетрясение в Икике (2014)
Землетрясение в Икике — мощное землетрясение, произошедшее во вторник 1 апреля 2014 года в 85 км к северо-востоку от побережья Чили магнитудой 8,2, вызвавшее человеческие жертвы, разрушение и образование цунами. Эпицентр землетрясения находился примерно в 95 километрах (59 миль) к северо-западу от города Икике. Гипоцентр землетрясения находился на глубине 20 километров. Подземные толчки были зарегистрированы в 20:46 по местному времени.
Толчки вызвали цунами, высота волн у берегов Икике достигала двух метров 11 сантиметров. Волны подобных размеров также наблюдались у Писагуа и Арика. Власти объявили эвакуацию населения в ряде прибрежных районов Чили и Перу. Северный регион Чили объявлен зоной стихийного бедствия. На следующий день, волны до 40 см наблюдались в порту префектуры Иватэ в Японии.
По последним данным на 3 апреля, в результате последствий разгула стихии погибли шесть человек. После первого землетрясения 2 апреля 2014 года, было зафиксировано ещё около 20 толчков разной силы (магнитуда некоторых из них составляла около 6 баллов).

## Землетрясение

### Последствия
Четверо мужчин умерли от сердечных приступов и одна женщина была раздавлена насмерть рухнувшей стеной. Была прервана подача электричества и воды в некоторых регионах Арика.
После землетрясения часть здания женской тюрьмы Икике обрушилась в ходе подземного толчка, в результате чего из тюрьмы бежало около 300 заключенных. К настоящему моменту, 137 заключенных вернулись в свои камеры, однако 152 женщины ещё пока на свободе.

## Цунами
Цунами в чилийском городе Икеке, произошедшее в 2014 году, связано с крупным землетрясением в 8,2 баллов по шкале Рихтера. Чили расположено на территории с высокой сейсмической активностью, поэтому землетрясения и цунами частые явления в этой зоне. В этот раз природная стихия повлекла разрушение городской тюрьмы, в связи с этим её стены покинули около 300 заключённых. Несмотря на то, что волны местами достигали 2 метров в высоту, удалось избежать многочисленных потерь. Была объявлена своевременная эвакуация жителей побережья Чили и Перу. Погибло лишь несколько человек. Цунами является самым значительным из случившихся в том году на чилийском побережье.